# Laevicirce
Laevicirce је род морских шкољки из породице Veneridae, тзв, Венерине шкољке.

## Врсте
Према WoRMS
- Laevicirce hongkongensis (Jiang & Xu, 1992)
- Laevicirce soyoae Habe, 1951